# Hall d'accueil du Louvre-Lens
Le hall d'accueil est un des espaces du Louvre-Lens, à Lens, dans le bassin minier du Nord-Pas-de-Calais, en France. Construit en rez-de-jardin, il est l'œuvre des architectes Kazuyo Sejima et Ryūe Nishizawa de l'agence SANAA, et dispose de deux niveaux en sous-sol, dont le plus profond abrite les réserves.
Long de 68,50 mètres et large de 58,50 mètres, il est souvent décrit comme un bâtiment carré par opposition aux quatre autres bâtiments qui sont rectangulaires. Entièrement transparent, il contient en rez-de-chaussée la billetterie, les espaces d'accueil, un espace de restauration et la librairie du musée, tandis que des ascenseurs mènent au premier sous-sol aux toilettes et à la consigne des bagages.

## Bâtiment

### Rez-de-jardin
Le hall d'accueil est un bâtiment entièrement vitré long de 68,50 mètres et large de 58,50 mètres, d'une surface de 3 600 m2, conçu par les architectes Kazuyo Sejima et Ryūe Nishizawa de l'agence SANAA. Bâti près du puits de mine, il est en fait situé sur son terril no 68, 9 de Lens,.

Le rez-de-jardin du hall d'accueil

### Premier sous-sol
Une grande salle accueillant des écrans interactifs est située au premier sous-sol.

L'escalier et l'ascenseur.
La salle principale.

### Deuxième sous-sol
Le deuxième sous-sol est constitué des réserves du musée et des ateliers de restauration.

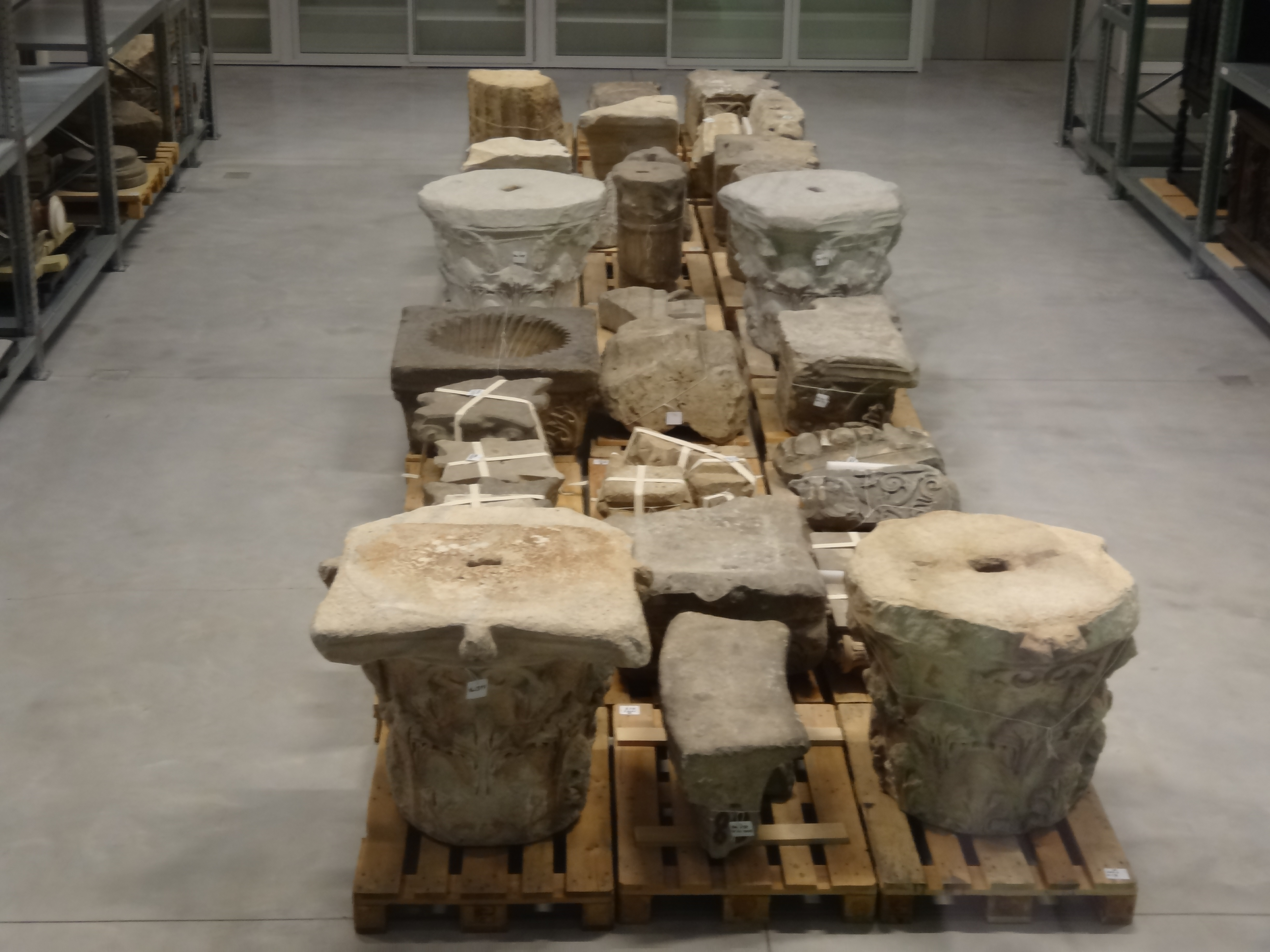
Les éléments de colonnes.
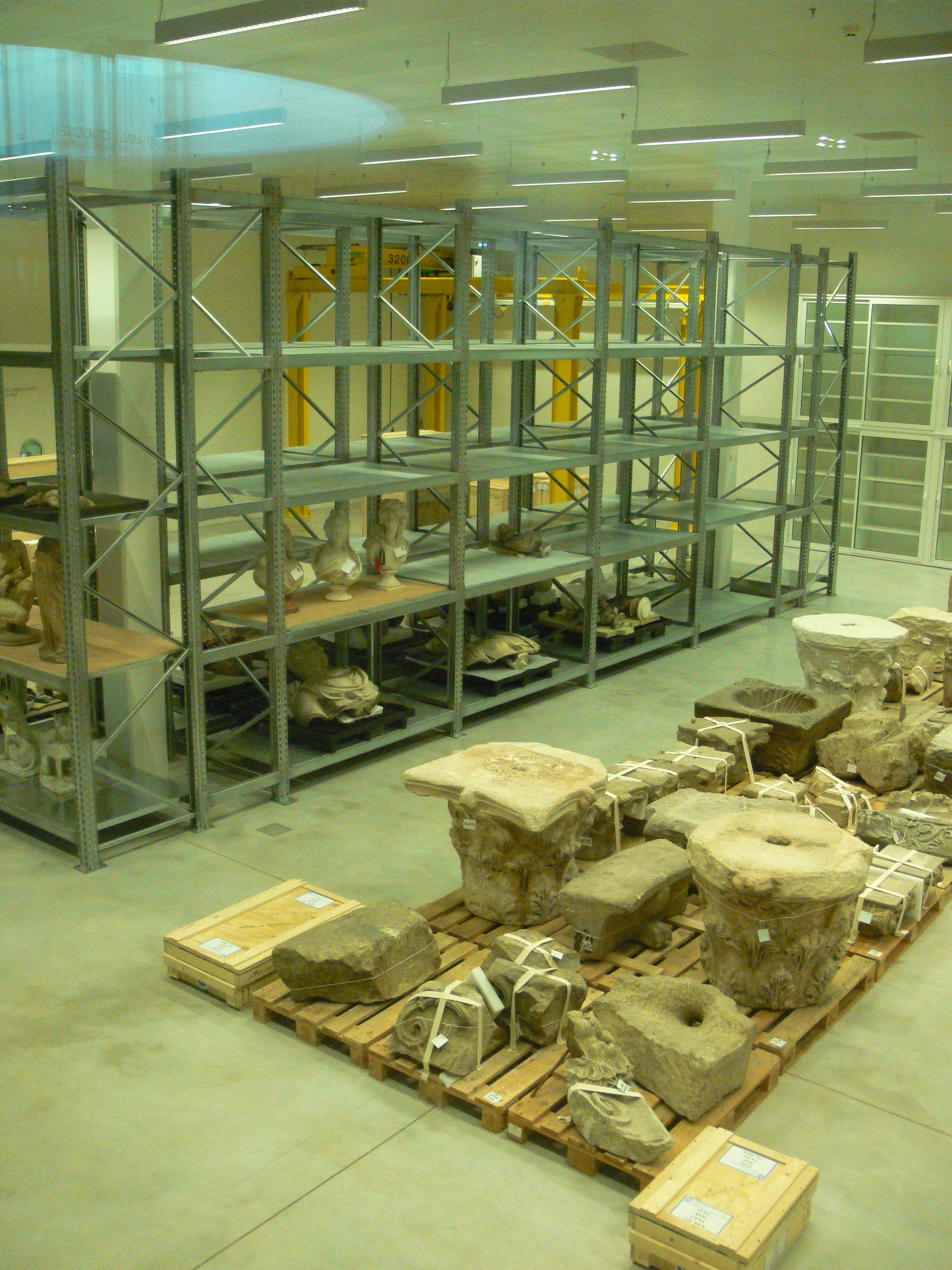
Les étagères.
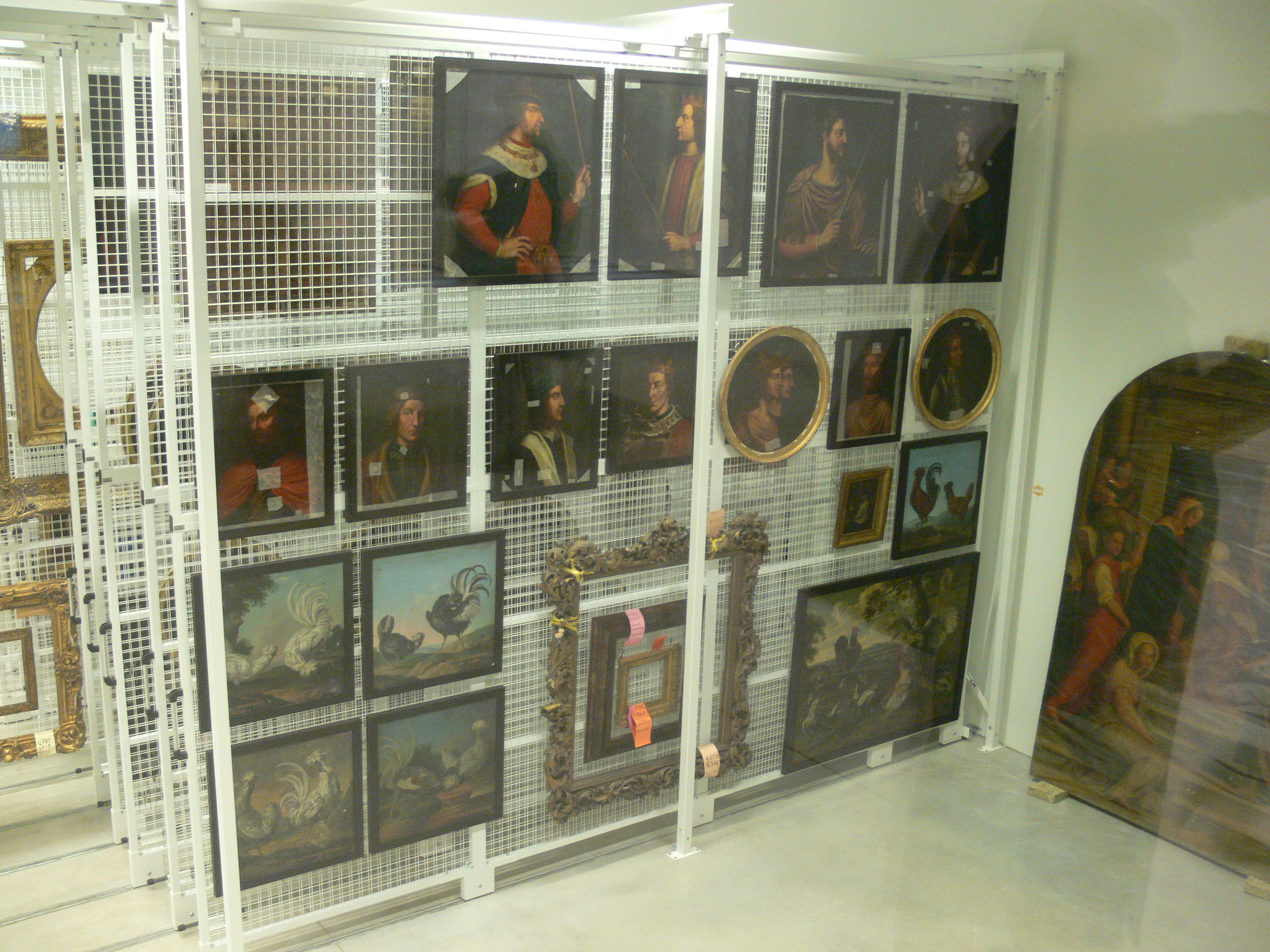
Les grilles.
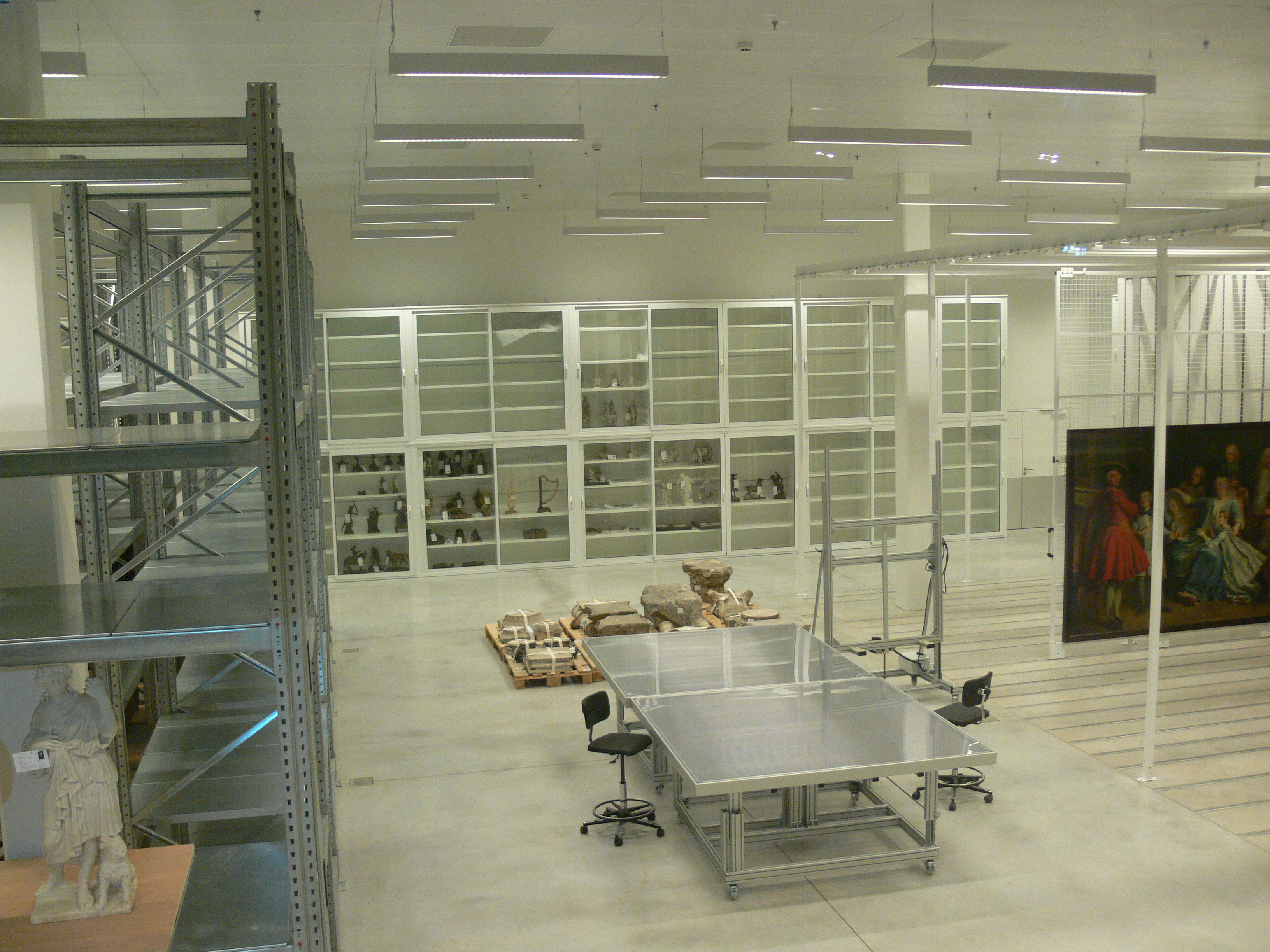
Les chambres climatiques.
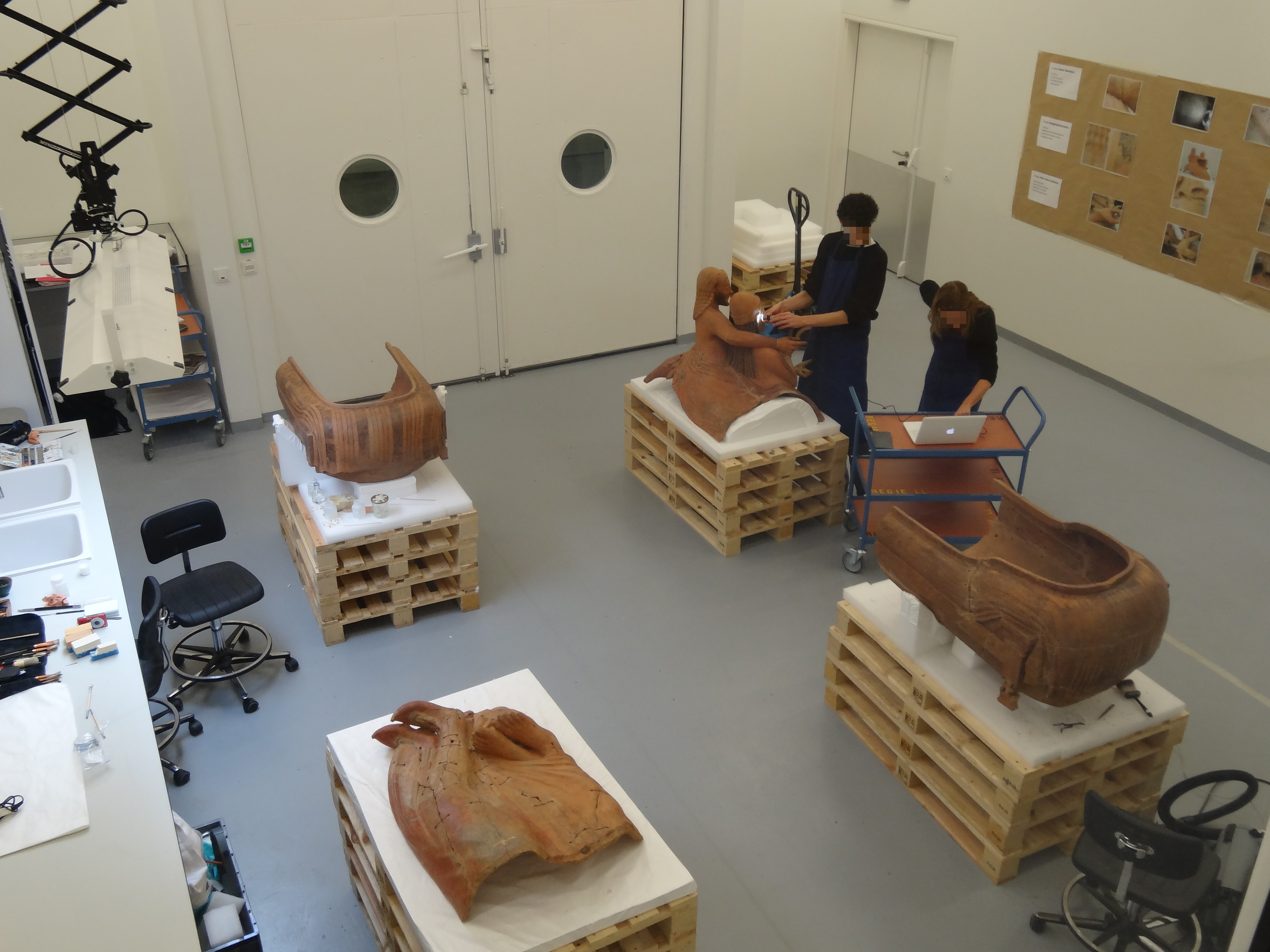
Un des ateliers de restauration.